# Ryan Oosthuizen
Ryan Oosthuizen, född 22 maj 1995, är en sydafrikansk rugbyspelare. Han ingick i det sydafrikanska lag som tog brons i sjumannarugby vid OS 2024 i Paris.